# Czamanin
Czamanin – wieś w Polsce położona w województwie kujawsko-pomorskim, w powiecie radziejowskim, w gminie Topólka.

## Podział administracyjny
Od XIX wieku do 1954 roku istniała gmina Czamanin. W latach 1975–1998 miejscowość administracyjnie należała do województwa włocławskiego. Wieś sołecka – zobacz jednostki pomocnicze gminy Topólka w BIP.

## Demografia
Według Narodowego Spisu Powszechnego (III 2011 r.) liczyła 336 mieszkańców. Jest drugą co do wielkości miejscowością gminy Topólka.

## Historia
Czamanin i Czamaninek, wsie i dobra, powiat nieszawski, gmina Czamanin, parafia Świerczyn. Nazwy własne miejscowości w dokumentach źródłowych: 1267 r. Chemanino, 1557 r. Czemanino Othae, 1827 r. Czamanin.
W roku 1267 Chemanino, wieś w powiecie nieszawskim. W tymże roku Kazimierz, książę łęczycki nadaje wsi i włościom klasztoru w Mogilnie, swobody jakich używali mieszkańcy wsi biskupa włocławskiego. (Kod Wielk n.428). W roku 1557 wieś Czemanino Othae w parafii Chalino ma w 6 działach szlacheckich, 19 łanów kmiecych, 3 zagrodników.
Charakterystyka dóbr i wsi w wieku XIX
W 1827 r. Czamanin liczył 23 domy, 224 mieszkańców. Gmina Czamanin należy do sądu gminnego okręgu IV w Ziemięcinie, stacja pocztowa w Izbicy, od Nieszawy odległa 42 wiorsty. 
W gminie znajduje się cegielnia, 2 młyny wodne, szkoła początkowa i kantorat. Ludności 4253. Rozległość gminy wynosi 15 733 morgi, w tem 11 990 mórg dworskich i 3743 włość. Dobra Czamanin z wsiami Czamanin i Czamaninek nabyte w drodze działów w roku 1840 za rubli srebrnych 33 750. Rozległość ma wynosić: w posiadłości dworskiej mórg 1729. Natomiast wieś Czamanin osad 31, gruntu mórg 44, wieś Czamaninek osad 87, gruntu mórg 331.

## Grupy wyznaniowe
W Czamaninku jest kaplica św. Hieronima, w której przez pewien czas odbywało się nabożeństwo parafialne. 